# Inicjatywa DHARMA

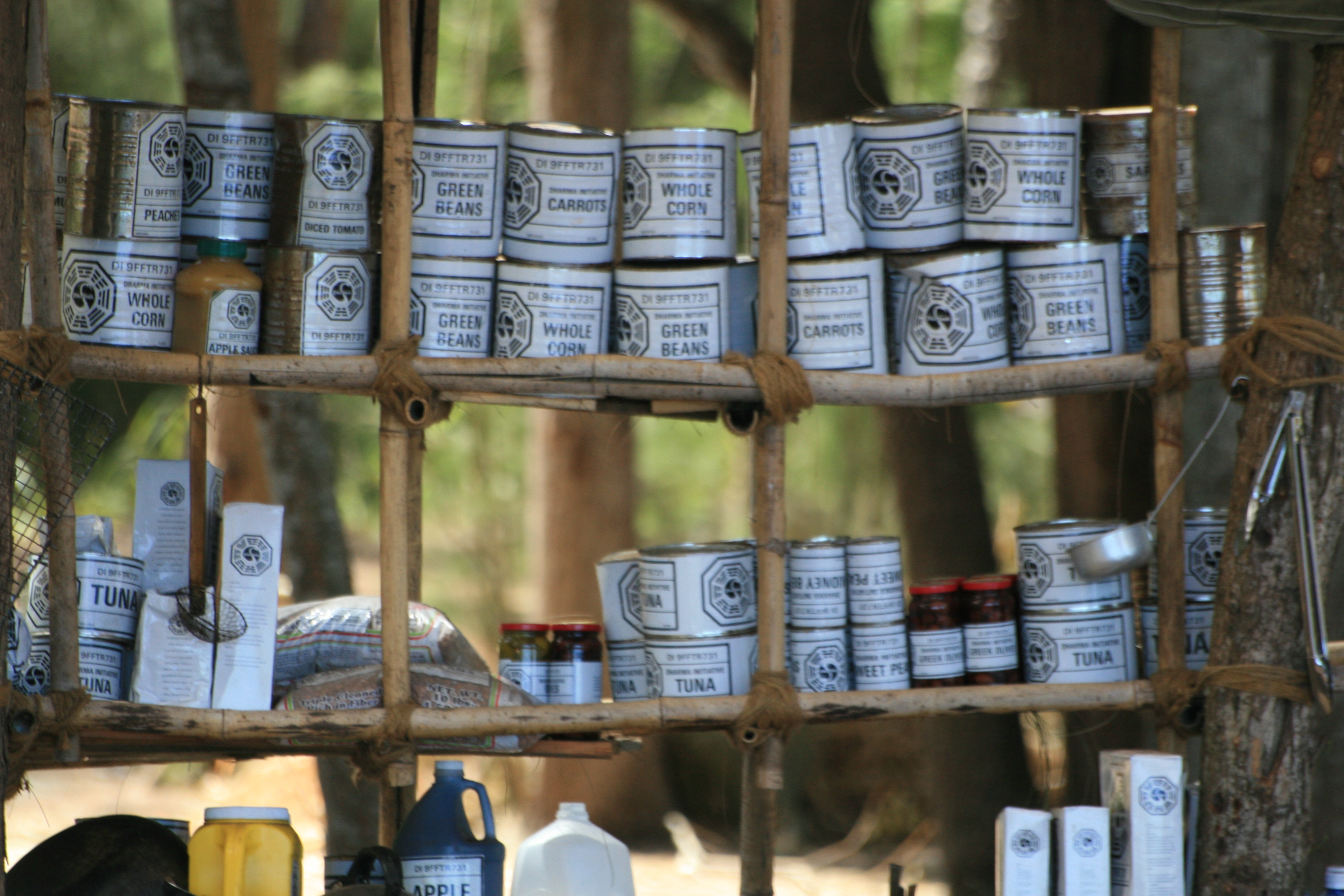
Prowiant, opatrzony logo DHARMA, wykorzystywany przez rozbitków

Inicjatywa DHARMA (ang. DHARMA Initiative: Department of Heuristics And Research on Material Applications) – fikcyjny projekt powstały na potrzeby serialu Zagubieni, wprowadzony do serii w drugim sezonie.

## Historia
Według fabuły serialu inicjatywa została założona w 1970 roku przez Geralda i Karen DeGroot, dwoje doktorantów z Uniwersytetu Michigan. Ogromny projekt badawczy sponsorowany przez fundację Alvara Hanso, miał badać takie dziedziny życia jak: meteorologię, psychologię, parapsychologię, zoologię, elektromagnetyzm, utopizm społeczny. DHARMA przeprowadza swoje badania na terenie tajemniczej wyspy, na której rozbił się samolot 815.
W trzecim odcinku drugiej serii (pt. Orientation) Locke oraz Jack oglądają film instruktażowy, z którego dowiadują się, że inicjatywa wybudowała na wyspie 6 stacji badawczych, a oni sami znajdują się na stacji nr 3 „Swan” („Łabędź”). Stacja nr 3 powstała, by badać zjawiska związane z elektromagnetyzmem.
Z czasem bohaterowie dowiadują się również o położeniu i przeznaczeniu innych stacji. Stacja „Arrow” („Strzała”), została odkryta przez rozbitków z tylnej części samolotu. Jej pomieszczenia były surowe i puste, prawdopodobnie spełniały role magazynu. Stacja „The Staff”, to stacja medyczna, bohaterowie odnajdują ją jednak opuszczoną. „The Pearl” („Perła”) zostaje odkryta przez Locke’a i Mr. Eko. W „Perle” przeprowadzano eksperymenty psychologiczne. Podwodna stacja „Hydra”, opanowana przez Innych, pierwotnie miała służyć do badań nad zwierzętami, m.in. niedźwiedziami polarnymi, rekinami i delfinami. Stacja „Flame” („Płomień”) opanowana przez innych, służyła do komunikowania się ze światem zewnętrznym (została wysadzona przez Locke’a). Stacja „Zwierciadło” („The Looking Glass”) jest kolejną podwodną stacją Dharmy, do której udało się dopłynąć Charliemu.

## Wpływ na kulturę
W grze Half-Life 2: Episode Two w rozdziale 6 zatytułowanym „Our Mutual Fiend” można znaleźć ukryty przekaz od twórców gry nawiązujący do inicjatywy DHARMA, wewnątrz można znaleźć pokój stylizowany na stacji Łabędź oraz charakterystyczne logo DHARMA. Tytuł rozdziału nawiązuje także do serialu, gdyż Our Mutual Friend jest tytułem książki, którą Desmond chciał przeczytać przed samobójstwem. Twórcy gry odwdzięczyli się w ten sposób producentom serialu, którzy pokazali grę Half-Life w odcinku The Greater Good.
Strona Thinkgeek.com z okazji prima aprilis dodała reprodukcję zegara znanego ze stacji Łabędź do swojego katalogu produktów.
W serialu Rockefeller Plaza 30 w odcinku The Beggining Of The End jeden z bohaterów zjada lody z logiem DHARMA nazywając je „rządowymi” lodami.